# Dwoisty Żleb (Dolina Rybiego Potoku)

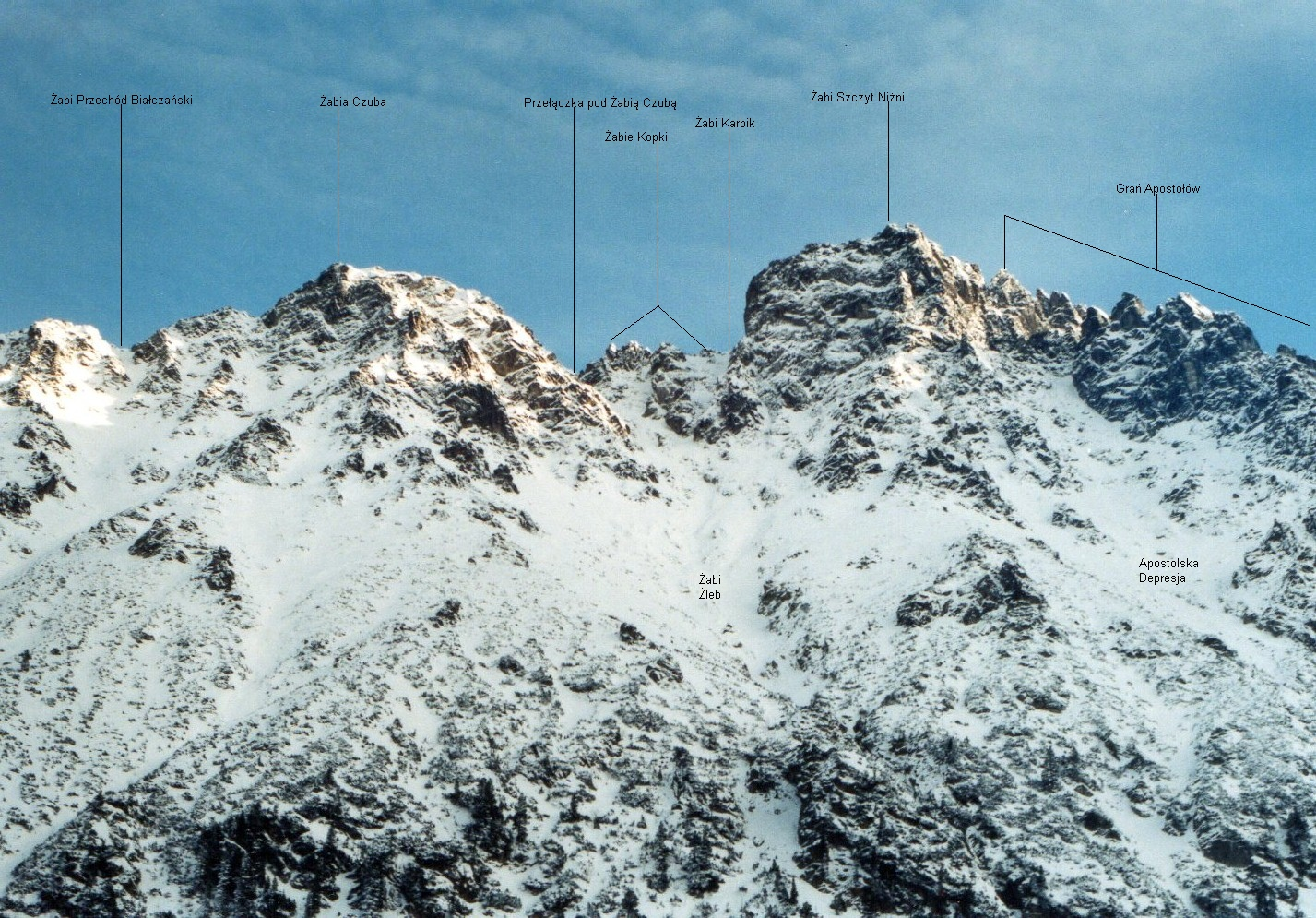
Widoczne dwa górne ramiona Dwoistego Żlebu (podpisane)

Dwoisty Żleb (niem. Doppelschlucht, słow. Dvojitý žľab, węg. Kettős-vályú) – żleb na zachodnich stokach Żabiej Grani w polskich Tatrach Wysokich. W górnej części ma trzy ramiona; lewe (patrząc od dołu) podchodzi pod Żabi Przechód Białczański, drugie w postaci szerokiej depresja znajduje się na zachodniej ścianie Żabiej Czuby. W jej górnej części znajduje się regularne Zacięcie Zaremby. Niżej żleb tworzy dwa równoległe i blisko siebie położone koryta. Ma wylot w dolnej, wschodniej części Kotła Morskiego Oka.
Dwoistym Żlebem prowadzą taternickie drogi dojściowe w rejony wspinaczkowe Żabiej Grani. Wejście na wydeptaną przez taterników ścieżkę wiodącą tym żlebem znajduje się około 50 m za mostkiem na Rybim Potoku przy znakowanym szlaku turystycznym od schroniska PTTK nad Morskim Okiem na Rysy. Oznakowane jest tabliczką z zakazem wejścia, od 1979 r. bowiem północna część Żabiej Grani znajduje się w zamkniętym dla turystów i taterników obszarze ochrony ścisłej Tatrzańskiego Parku Narodowego i TANAP-u.

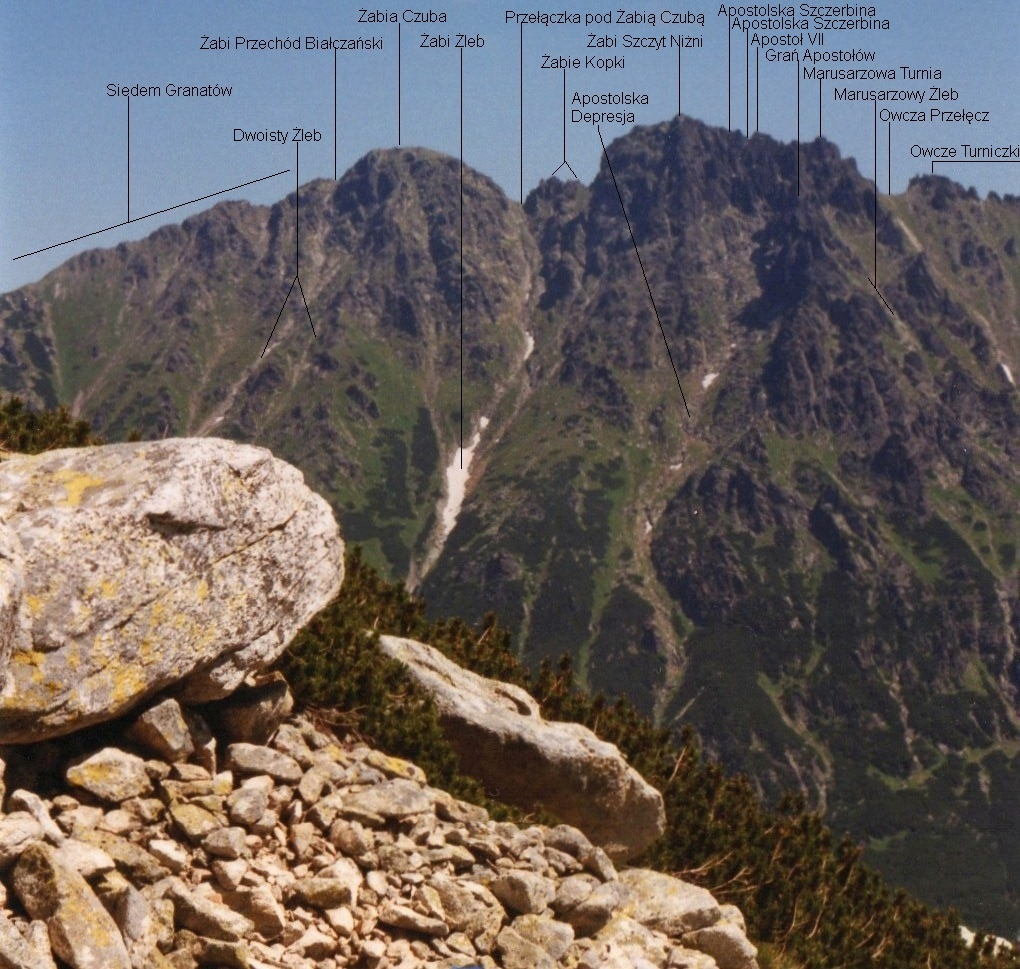